# Odieta

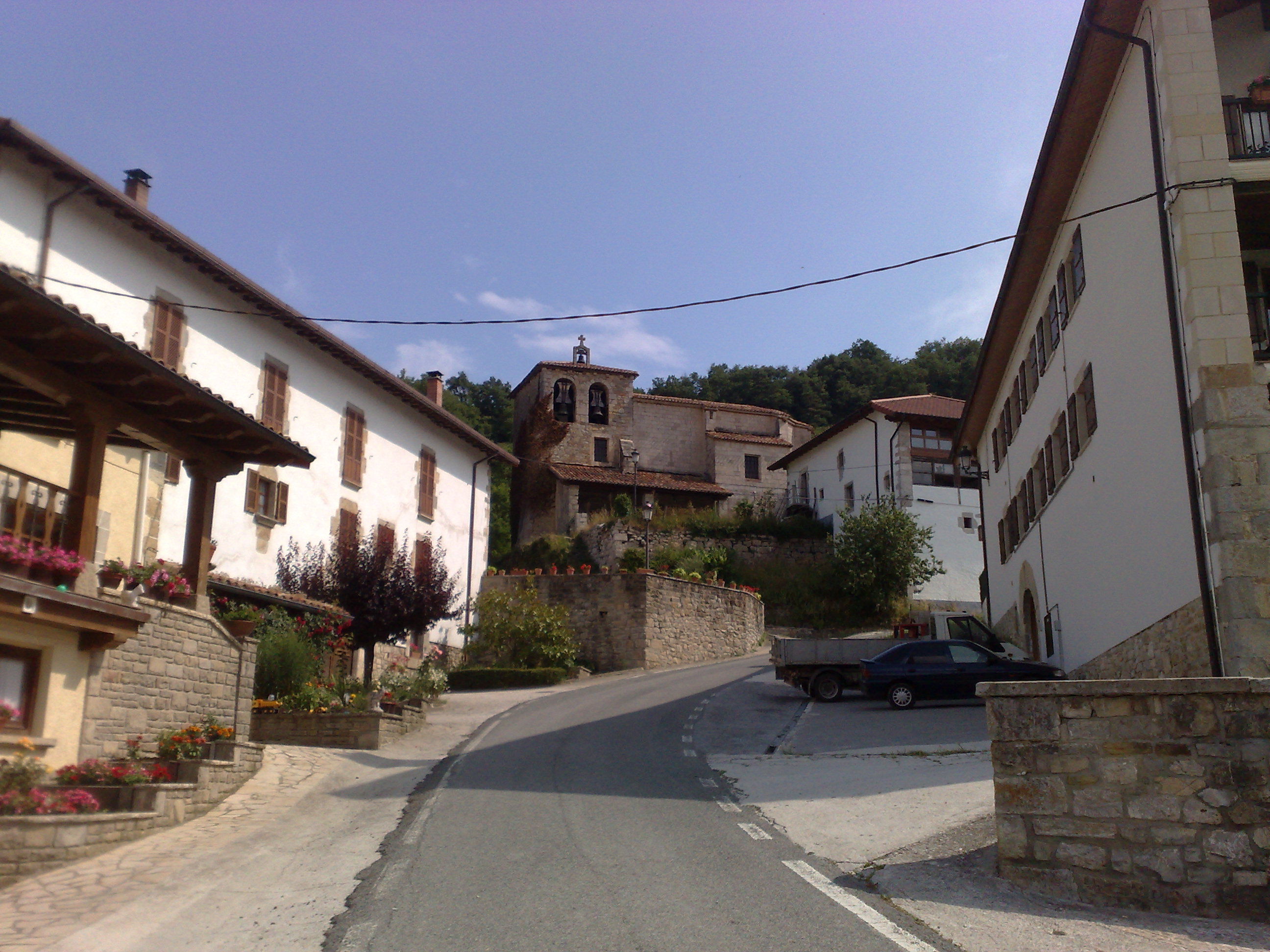
Calle Mayor de Ripa

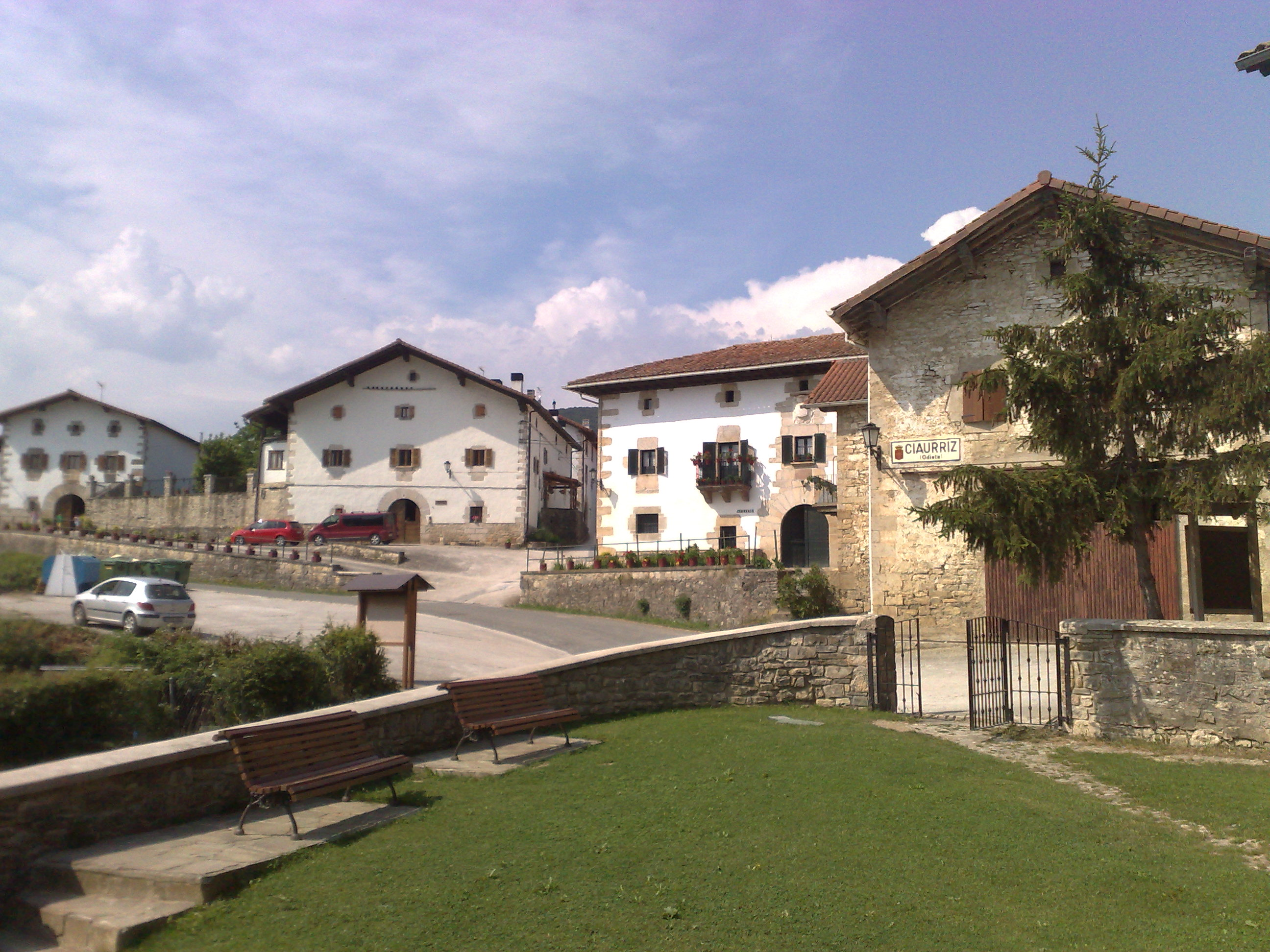
Caseríos en Ciáurriz

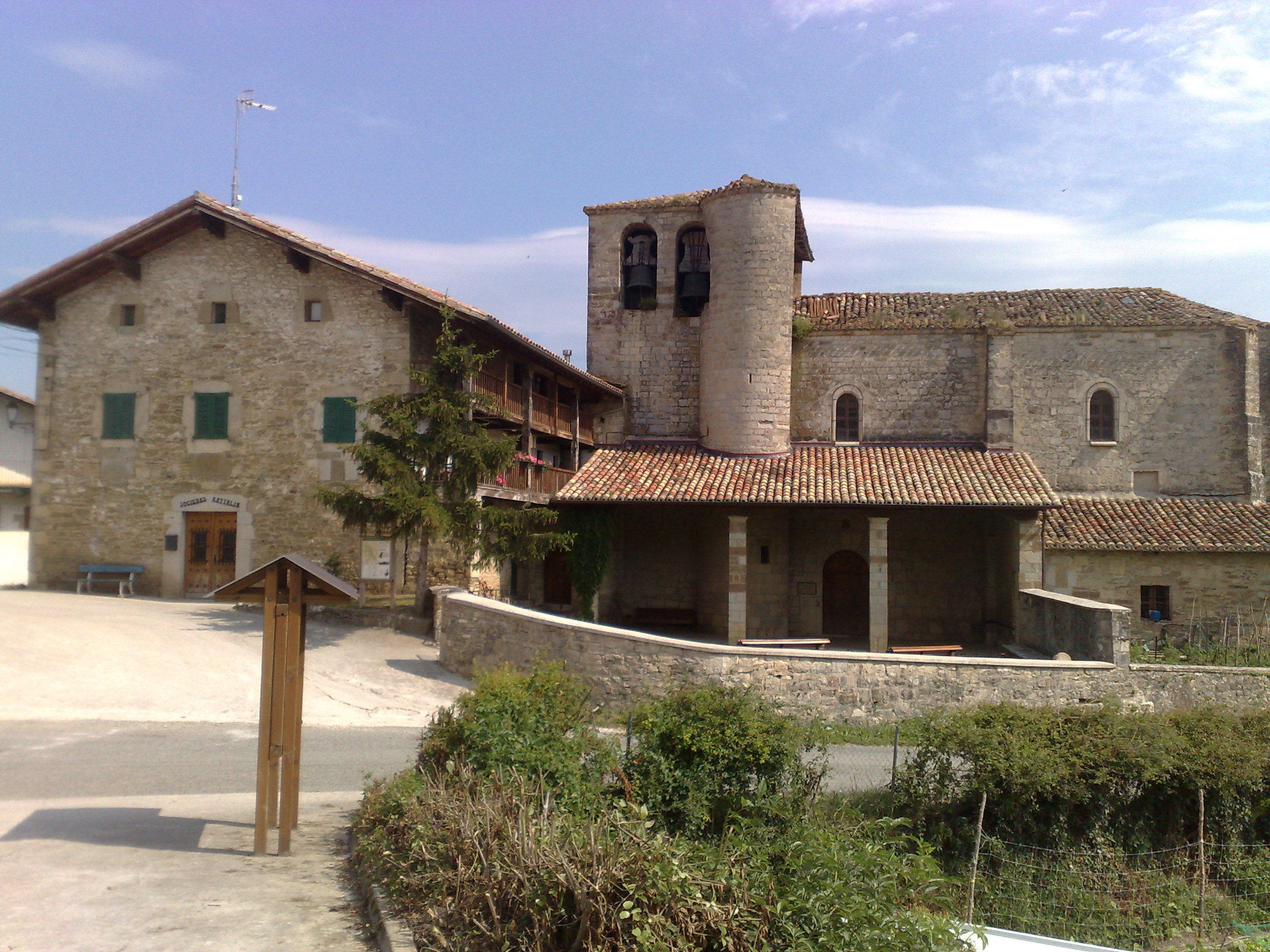
Iglesia de Santa Catalina, en Ciáurriz

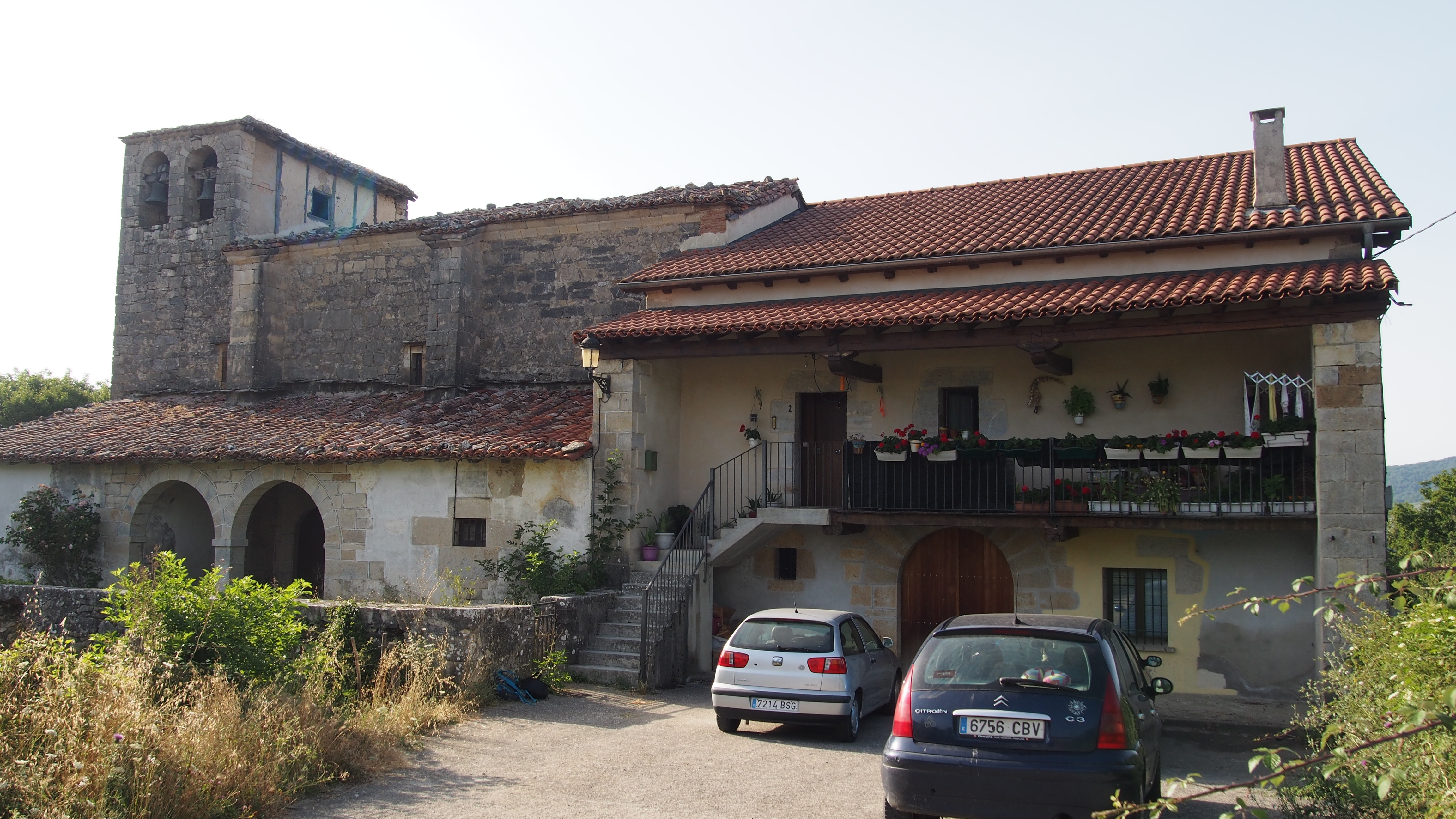
Iglesia de Guelbenzu

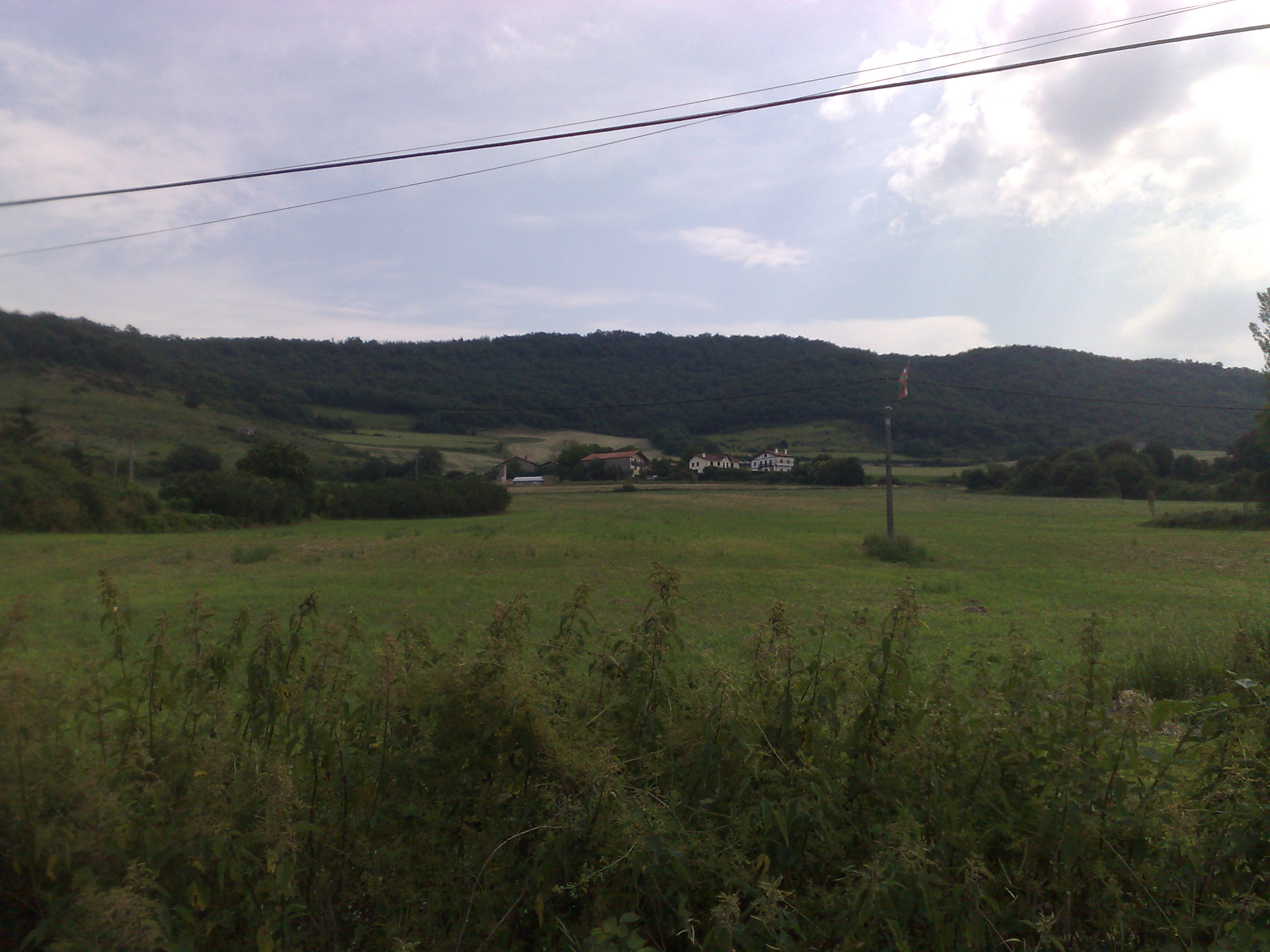
Panorámica de Guenduláin

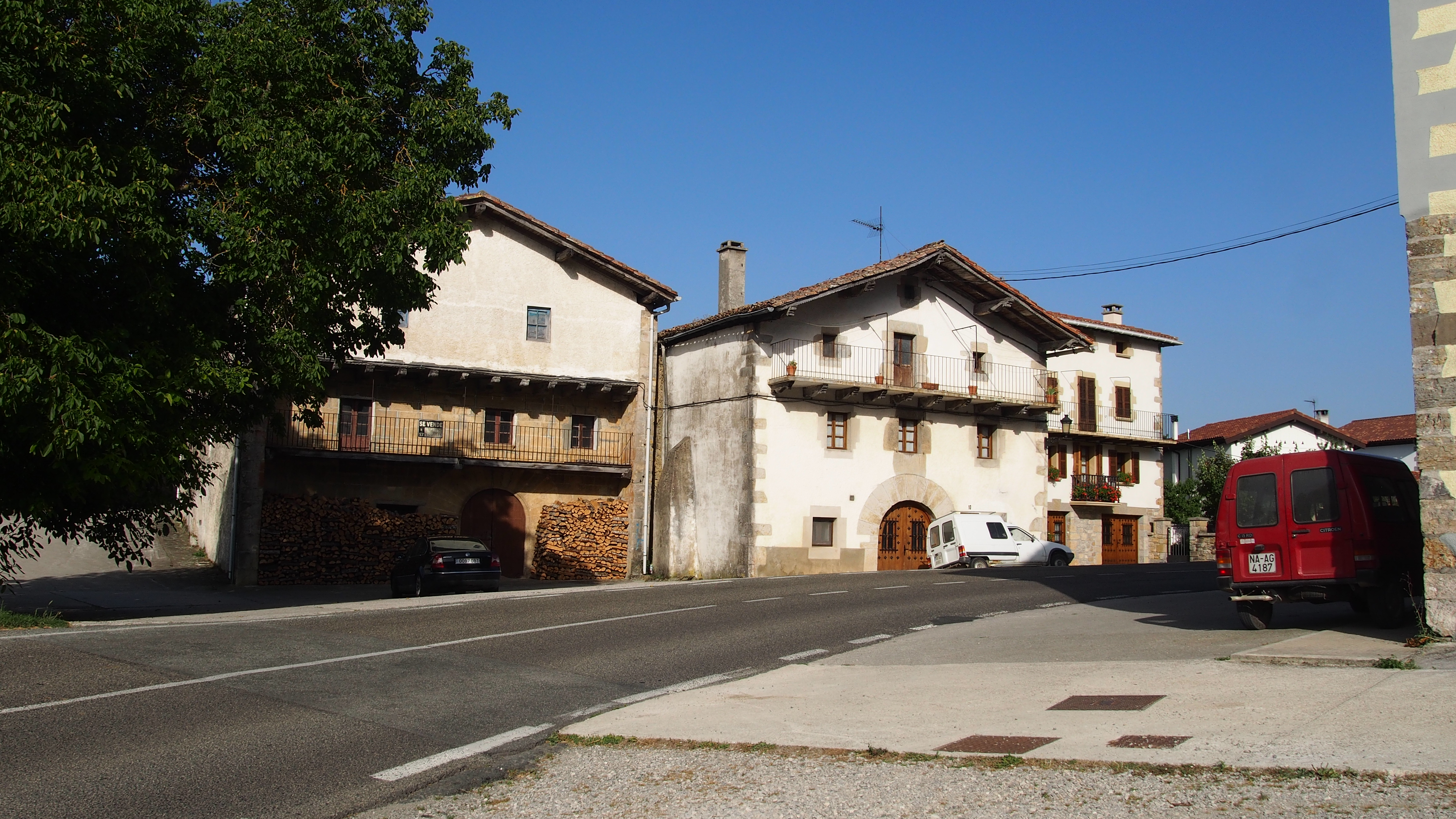
Vista parcial de Guelbenzu

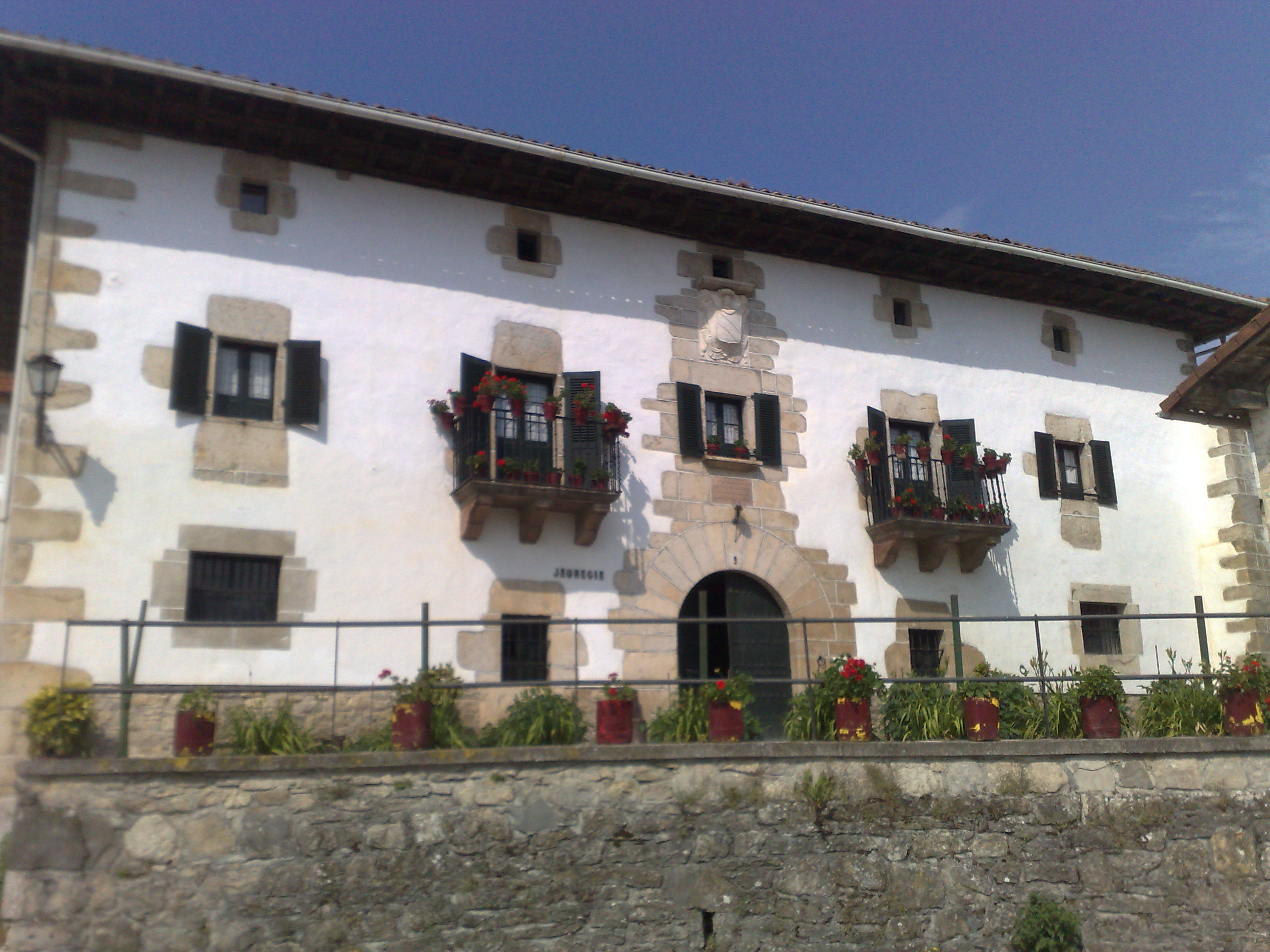
Palacio de Ciáurriz

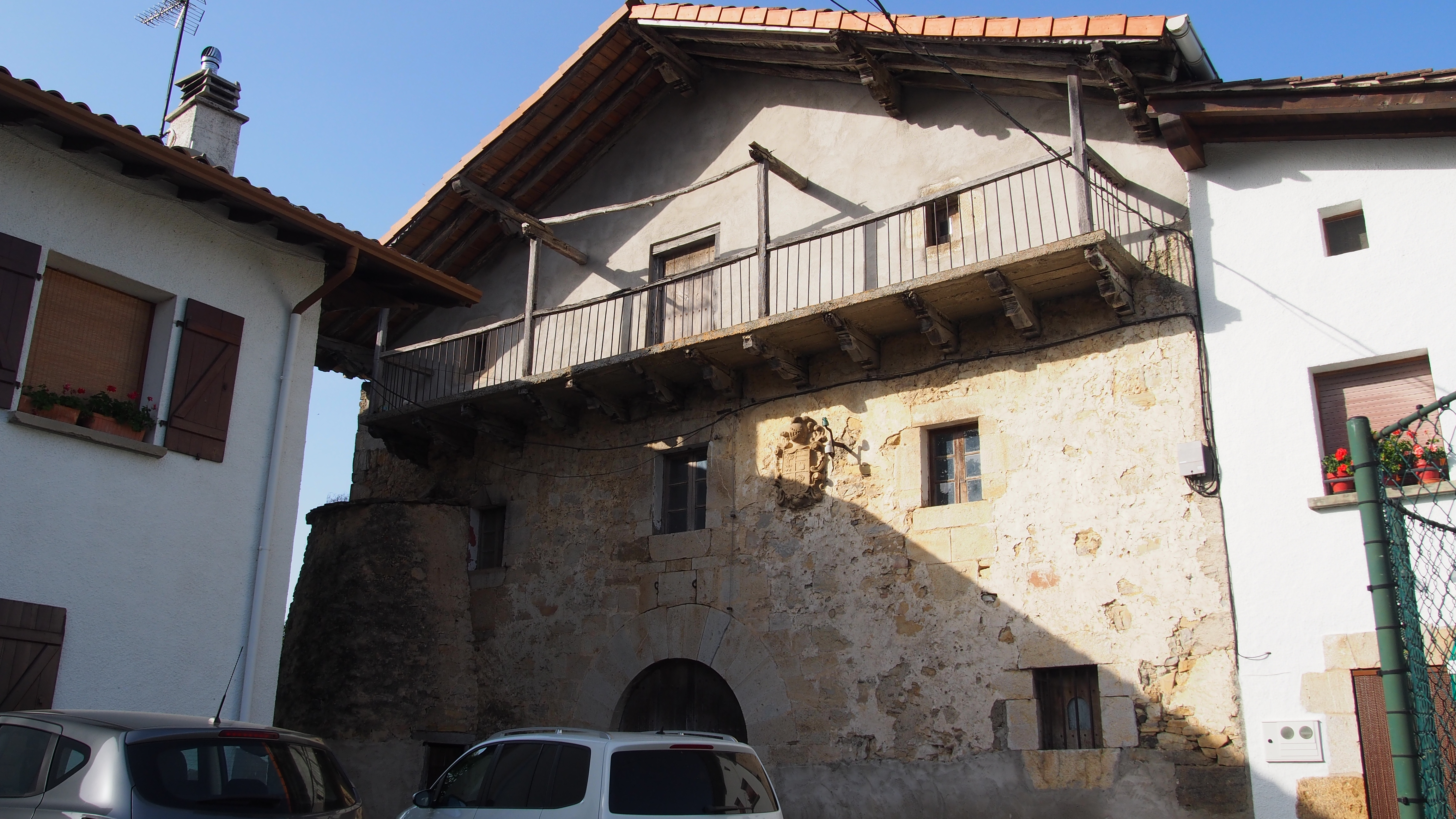
Casa blasonada en Guelbenzu

Odieta —más comúnmente Valle de Odieta— es un municipio español de la Comunidad Foral de Navarra, situado en la Merindad de Pamplona, en la comarca de Ultzamaldea y a 18,6 km de la capital de la comunidad, Pamplona. Su población en 2024 fue de 378 habitantes (INE). 

## Geografía
Integrado en la comarca de Ultzamaldea, la capital del municipio, Ripa, se sitúa a 17 kilómetros de Pamplona. El término municipal está atravesado por la carretera nacional N-121-A y por la carretera autonómica NA-411, que conecta con Larráinzar. 
| Noroeste: Ulzama    | Norte: Ulzama  | Nordeste: Anué   |
| Oeste: Atez         |                | Este: Anué       |
| Suroeste: Juslapeña | Sur: Ezcabarte | Sureste: Olaibar |

El municipio está compuesto por 8 concejos: Anocíbar, Ciáurriz, Gascue, Guelbenzu, Guenduláin, Latasa, Ostiz y Ripa.
La capital del valle, Ripa se encuentra situada a una altitud de 528 metros sobre el nivel del mar. La mayor parte del municipio está definida por el valle del río Ulzama y las montañas que lo limitan. La altitud del municipio oscila entre los 906 metros al sur (pico Aldaun) y los 480 metros a orillas del río Ulzama. La red fluvial la forma el río Ulzama, afluente del Arga que atraviesa el valle de noroeste a sureste, y el río Elzarrain que se une al río Ulzama cerca de la localidad Ostiz.

## Historia
Aunque no se conserva documentación sobre la fundación exacta de las localidades del municipio, ésta debió ser temprana en el caso de Odieta, ya que en la Edad Media había se recoge la existencia de edificios religiosos pertenecientes a la Orden de San Juan de Jerusalén de Pamplona y a la catedral en el concejo de Odieta. Por otro lado, en el año 957, el rey García Sánchez I de Navarra donó la iglesia de San Cipriano de Ciáurriz al monasterio de San Millán de la Cogolla y en el 1071 el monasterio de San Miguel de Ripa pasó a ser propiedad de San Salvador de Leire. Posteriormente, Odieta recibió fuero propio de manos del rey Sancho VII de Navarra.

## Demografía
Odieta cuenta con una población de 378 habitantes (INE 2024).
| Gráfica de evolución demográfica de Odieta entre 1857 y 2021 |
| |
| Población de derecho según los censos de población del INE Población de hecho según los censos de población del INEEntre el censo de 1857 y el anterior, crece el término del municipio porque incorpora a 315043 (Guelbenzu) Entre el censo de 1930 y el anterior, crece el término del municipio porque incorpora a 31507 (Ostiz) |

### Distribución de la población
El municipio se divide en las siguientes entidades de población, según el nomenclátor de población publicado por el INE (Instituto Nacional de Estadística). Los datos de población se refieren a 2014
| Entidad de Población | Población (2014) |
| -------------------- | ---------------- |
| Anocíbar             | 34               |
| Ciáurriz             | 69               |
| Gascue               | 50               |
| Guelbenzu            | 33               |
| Guenduláin           | 15               |
| Latasa               | 24               |
| Ostiz                | 89               |
| Ripa                 | 50               |

## Administración y política

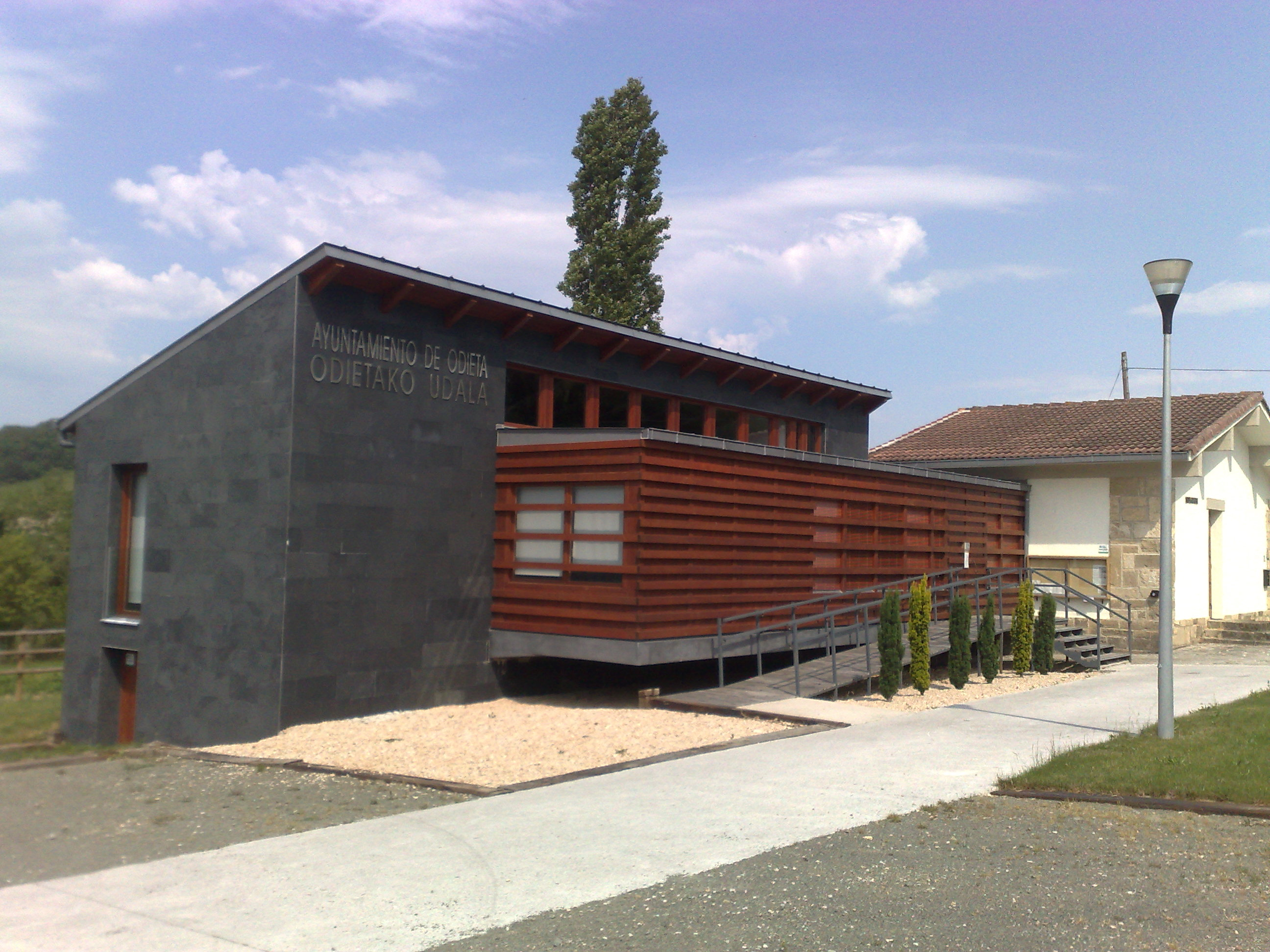
Ayuntamiento de Odieta

### Gobierno municipal
| Partido político                                              | 2015  | 2015  | 2015       |
| Partido político                                              | Votos | %     | Concejales |
| Agrupación Independiente de Odieta-Odietako Elkartea (AIO-OE) | 151   | 75,88 | 6          |
| Partido Popular (PP)                                          | 36    | 18,09 | 1          |

### Elecciones generales
| Elecciones al Congreso de 2016 en Odieta | Elecciones al Congreso de 2016 en Odieta             | Elecciones al Congreso de 2016 en Odieta | Elecciones al Congreso de 2016 en Odieta | Elecciones al Congreso de 2016 en Odieta |
| Logo                                     | Partido político                                     | Votos                                    | Porcentaje                               |                                          |
| ---------------------------------------- | ---------------------------------------------------- | ---------------------------------------- | ---------------------------------------- | ---------------------------------------- |
|                                          | Podemos (Podemos)                                    | 62                                       | 31,96%                                   |                                          |
|                                          | EH Bildu (EH Bildu)                                  | 51                                       | 26,29%                                   |                                          |
|                                          | Unión del Pueblo Navarro (UPN)                       | 37                                       | 19,07%                                   |                                          |
|                                          | Geroa Bai (GBai)                                     | 14                                       | 7,22%                                    |                                          |
|                                          | Partido Socialista Obrero Español (PSOE)             | 13                                       | 6,70%                                    |                                          |
|                                          | Ciudadanos-Partido de la Ciudadanía (Cs)             | 8                                        | 4,12%                                    |                                          |
|                                          | Partido Animalista Contra el Maltrato Animal (PACMA) | 2                                        | 1,03%                                    |                                          |
|                                          | Solidaridad y Autogestión Internacionalista (SAIn)   | 1                                        | 0,52%                                    |                                          |
|                                          | Recortes Cero-Grupo Verde (RC-GV)                    | 1                                        | 0,52%                                    |                                          |
|                                          | Libertad Navarra-Libertate Nafarra (Ln)              | 1                                        | 0,52%                                    |                                          |
|                                          | Unión, Progreso y Democracia (UPyD)                  | 1                                        | 0,52%                                    |                                          |

## Patrimonio
- Iglesia de Santo Tomás, en Anocíbar
- Iglesia de Santa Catalina de Alejandría, en Ciáurriz
- Iglesia de San Esteban, en Gascue
- Ermita de San Urbano, en Gascue
- Iglesia de San Juan Evangelista, en Guelbenzu
- Iglesia de San Martín de Tours, en Latasa
- Iglesia de San Juan Bautista, en Ostiz
- Iglesia de San Martín de Tours, en Ripa
- Iglesia de Santa Eulalia, en Guenduláin